# Cyanea st-johnii
Cyanea st-johnii är en klockväxtart som först beskrevs av Edward Yataro Hosaka, och fick sitt nu gällande namn av Lammers, Givnish och Kenneth J. Sytsma. Cyanea st-johnii ingår i släktet Cyanea, och familjen klockväxter. Inga underarter finns listade i Catalogue of Life.